# Lei de Magdeburgo

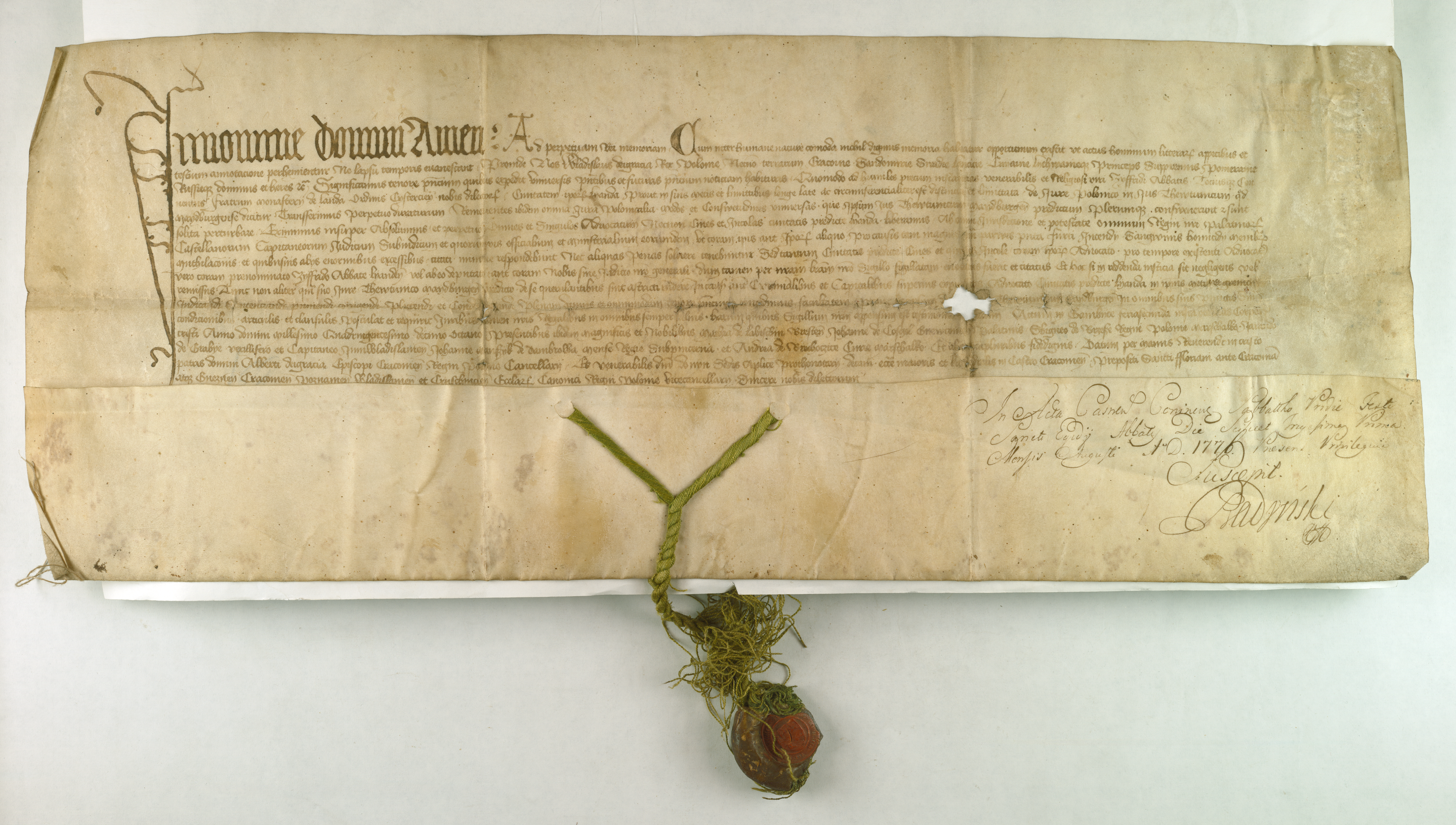
Ladislau II Jagelão, o rei polonês, transfere a cidade de Ląd, pertencente à abadia cisterciense, da lei polonesa para a alemã em 1418 (Arquivo Central de Registros Históricos)

Lei de Magdeburgo (lei alemã; em latim: Ius municipale magdeburgense, em alemão: Magdeburger Recht) — lei relativa aos residentes das cidades medievais, modelada na lei de Magdeburgo. Em 1035, Magdeburgo recebeu uma patente concedendo à cidade o direito de comércio e reuniões. Esta lei foi escrita por iniciativa do Arcebispo de Magdeburgo, Wichman de Seeburgo, em 1188, tornando-se um modelo para regulamentos semelhantes de muitas cidades da Europa Central.
A Lei alemã — o termo surgiu no início do século XIII na Silésia e na Morávia, inicialmente como a lei para a população que chegava e depois como modelo para a organização dos governos municipais e a fundação das aldeias polonesas. A lei de Magdeburgo, a fim de cobrir toda a vida jurídica, consistia em duas listas de leis, ou seja, o livro de direito medieval “Espelho saxão” (Sachsenspiegel) mais amplo e abrangente e a lei auxiliar Weichbild para as cidades. Nos séculos seguintes, a lei de Magdeburgo, ou a chamada Magdeburgoia, tornou-se sinônimo de lei da cidade.
Na Polônia, a lei alemã foi aplicada até 1791, quando a Sejm de quatro anos adotou a Lei de Nossas Cidades Reais Livres na Comunidade polaco-lituana, que aboliu a lei alemã e definiu um novo sistema de cidades; a lei foi totalmente incorporada à Constituição em 3 de maio.

## A lei de Magdeburgo em terras polonesas
A lei foi trazida para terras polonesas por fundadores alemães. Com o tempo, variedades locais se desenvolveram, como a lei de Poznań, a lei de Średzki e a lei de Chełmno. A lei de Magdeburgo foi usada principalmente para as cidades da Silésia e cidades importantes da Pequena Polônia, Grande Polônia e Rutênia Vermelha, incluindo Cracóvia, Poznań e Lviv. As cidades da Prússia Real receberam privilégios antes de 1454, quando faziam parte do Estado da Ordem Teutônica. Na ex-Polônia, apenas Elbląg, Tczew, Frombork, Chojnice, Braniewo e Hel assumiram a lei de Lübeck e não a de Magdeburgo. O modelo de fundação das cidades na Mazóvia era diferente. A primeira cidade deste distrito, Płock, recebeu o direito de duque em 1237. Em 1257, Pułtusk e 1298 Łowicz eram cidades religiosas.
Os primeiros forais de vilas ocorreram na Silésia nos primeiros quarenta anos do século XIII, ou seja, durante o reinado de Henrique I, o Barbudo. O local documentado mais antigo na Polônia sob a lei de Magdeburgo é Złotoryja, por volta de 1211. As cidades incorporadas sob a lei de Magdeburgo mantiveram contato com Magdeburgo consultando o tribunal municipal local sobre questões legais particularmente complexas. O tribunal de Magdeburgo permaneceu como instância de apelação contra os julgamentos dos tribunais das cidades da Pequena Polônia até 1356, quando seu papel foi assumido pelo Tribunal Superior de Direito Alemão no Castelo de Cracóvia, nomeado pelo rei Casimiro, o Grande. Naquela época, o Tribunal das Seis Cidades também foi criado como o tribunal da mais alta instância, competente para emitir instruções legais, que também era um tribunal real.

### Área da cidade

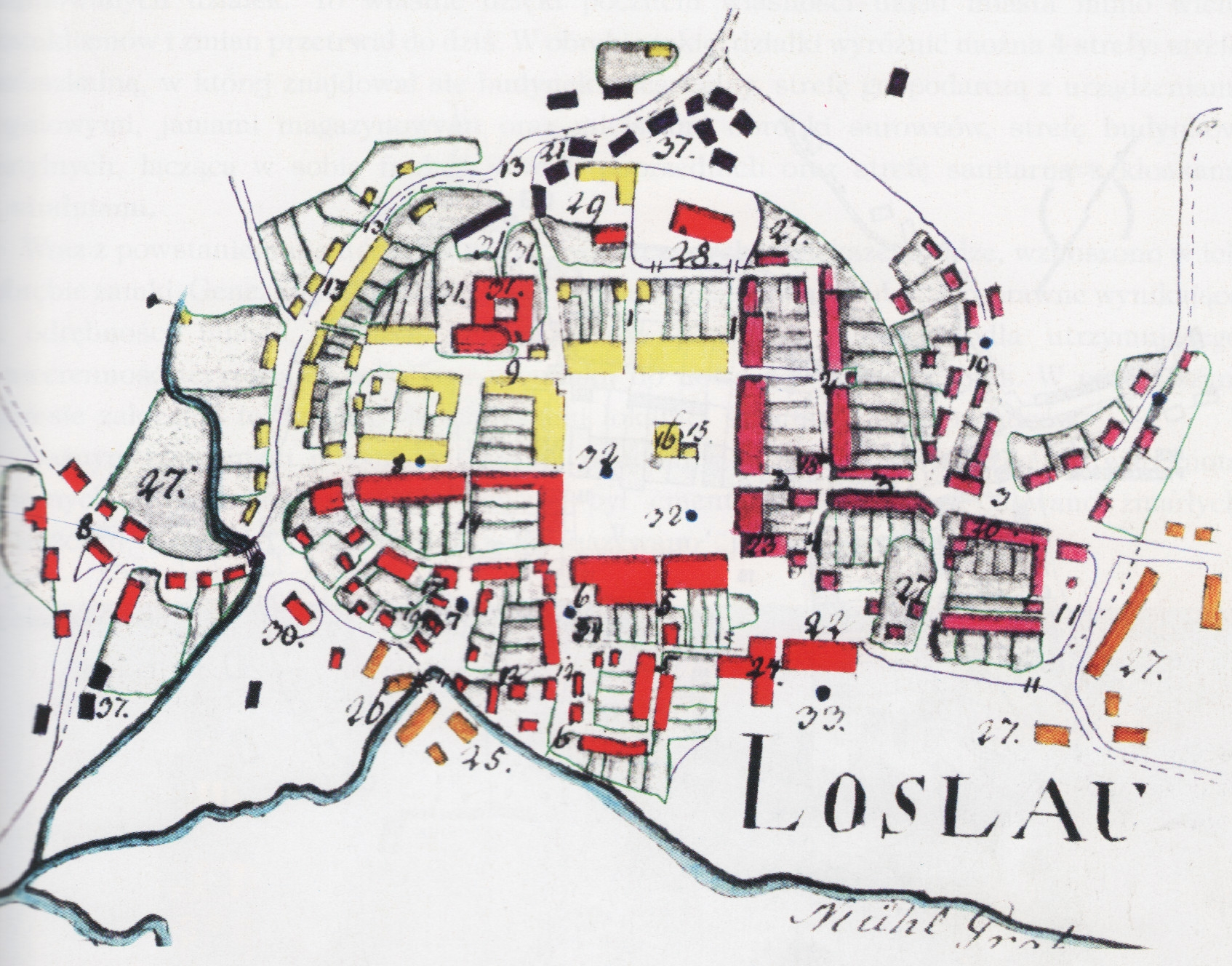
Planta de Wodzisław Śląski de 1810, uma rede bastante regular de ruas que se cruzam em ângulos retos e a praça do mercado (com a prefeitura) e lotes de construção em forma de retângulos adjacentes a ela com seus lados mais curtos

Normalmente, uma praça de mercado quadrada ou retangular localizada centralmente era demarcada no local, com um local para a prefeitura no meio. Duas ruas perpendiculares deveriam correr dos cantos da praça em ângulos retos. Elas separavam oito espaços retangulares destinados ao desenvolvimento e formavam a base de uma rede bastante regular de ruas que se estendia até os aterros e fossos da cidade, posteriormente substituídos por muros. Grande parte da fundação de cidades sob a lei alemã ocorreu na área ou próximo de assentamentos medievais já existentes. Assim, o local não era tanto a fundação de uma nova cidade, mas uma nova etapa na vida de um burgo aberto ao lado de um reduto fortificado que existia há muito tempo. Às vezes, o primeiro local não era bem-sucedido e a cidade era realocada. Muitas vezes, demorava vários anos para fundar uma cidade. Com os colonos alemães, uma casa de tijolos, um prédio residencial, apareceu na Polônia. Anteriormente, havia apenas castelos, mosteiros, mansões de madeira, pousadas e chalés.
Segundo o autor de Uma breve ciência da construção de 1659, “você não conseguirá um tijolo em lugar nenhum, exceto em uma cidade grande, como algo raro e caro ...”. Até o século XVIII, ao lado de grandes e pequenos prédios residenciais em Cracóvia e Poznań, podiam ser vistas “cabanas de barro feitas de mato trançado, galinheiros”. As ruas e casas inicialmente não tinham inscrições ou números. Elas eram guiadas pelas igrejas próximas, oficinas de artesãos ou pelo emblema da pousada. Daí os nomes posteriores das ruas: Szewska, Garncarska, Pod Murzynem, Pod Trzema Koronami.
A cidade era planejada pelo fundador, organizando o recrutamento de colonos com base em um acordo com o senhor feudal − o privilégio da fundação. Nela, o príncipe definia os direitos e deveres do fazendeiro (que geralmente mais tarde se tornava o chefe da aldeia ou prefeito) e demais moradores. O topógrafo, com agrimensores profissionais, traçavam a planta da futura cidade, em que quaisquer desvios da rede regular de ruas resultavam dos edifícios já existentes, por exemplo, da localização de igrejas de tijolo.
A área da cidade era dividida em lotes de construção em forma de retângulos, adjacentes às ruas em seus lados mais curtos. É por isso que existem prédios residenciais que têm apenas duas janelas em cada andar. O proprietário de dois lotes vizinhos poderia construir uma casa com uma ampla frente de quatro janelas.
Cidades maiores eram cercadas por muros com torres. Os prédios eram apertados, as ruas estreitas e lamacentas. No meio da praça do mercado havia uma prefeitura e uma cobertura de pano com barracas. As casas de tijolos da praça do mercado eram de vários andares e pertenciam ao patriciado urbano, os pobres viviam sob os muros das fortificações. As ruas laterais eram ocupadas por artesãos, geralmente agrupados por especialidade. Eles eram organizados em guildas, ou seja, associações de artesãos da mesma profissão. Os remanescentes deles são os nomes das ruas das cidades localizadas na Idade Média, por exemplo, Szewska, Kaletnicza, Piekarska, Garbary. As cidades maiores tinham sistema de distribuição de água, substituindo os poços primitivos. Nas áreas mais distantes do centro, as edificações se tornaram cada vez mais esparsas e as casas eram construídas principalmente de madeira.
As cidades fundadas sob a lei de Magdeburgo tinham suas próprias autoridades: um prefeito hereditário e um banco da cidade, ou seja, uma equipe de várias pessoas, atuando como um tribunal da cidade. Além disso, com o tempo, surgiu uma representação do patriciado da cidade, o chamado conselho da cidade, chefiado por um prefeito.
O prefeito era o representante do dono (senhor) da cidade na cidade. Ele administrava a cidade em seu nome e mantinha os tribunais conforme a estrita lei de Magdeburgo. Nos tribunais, ele era acompanhado por jurados da cidade. As sentenças judiciais eram executadas no pelourinho. Pequenos furtos eram punidos com as orelhas cortadas e, para furtos mais graves, a mão era cortada. O chefe da comuna cobrava um sexto dos aluguéis devidos ao duque e um terço das multas judiciais. Ele tinha um matadouro, bancas de venda de carne, moinhos e prados.
A lei de Magdeburgo foi introduzida pela primeira vez no atual território da Polônia em Złotoryja, Baixa Silésia (em 1211), depois em Lwówek Śląski (em 1217), Środa Śląska (antes de 1235), Breslávia (em 1242), Szczecin (em 1243), Bochnia, Poznań e Głogów (em 1253), Bytom (em 1254), Cracóvia e Wodzisław Śląski (em 1257). Não apenas as cidades do distrito da Polônia, mas também muitas cidades da Pomerânia foram incorporadas sob a lei de Magdeburgo, por ex. Stargard (em 1243), Gryfino (em 1254) e Police (em 1260). Na Prússia Oriental, por exemplo, Olecko (em 1560).
As cidades eram sustentadas por isenções alfandegárias e privilégios econômicos, sendo o mais desejável o direito de armazenagem − obrigando os comerciantes que passavam a parar na cidade e colocar suas mercadorias à venda. Os direitos de sal de cozinha, chumbo e cobre foram concedidos a Cracóvia e a Kazimierz.

### Colonização
A adoção das normas da lei de Magdeburgo não deve ser equiparada à colonização alemã na Polônia, pois essa lei foi aplicada em muitos lugares habitados exclusivamente por poloneses. No entanto, no período inicial de assentamento sob a lei alemã, do século XIII a meados do século XIII, No século XVI, a população alemã nas cidades e vilas podia chegar a 50%. Além disso, os primeiros fundadores e prefeitos dessas cidades eram em sua maioria alemães, que então atraíram colonos da Saxônia, Boêmia e Morávia. A colonização intensiva do século XIII ao século XV fez com que a rede de vilas e aldeias então criada sobrevivesse até ao século XIX.

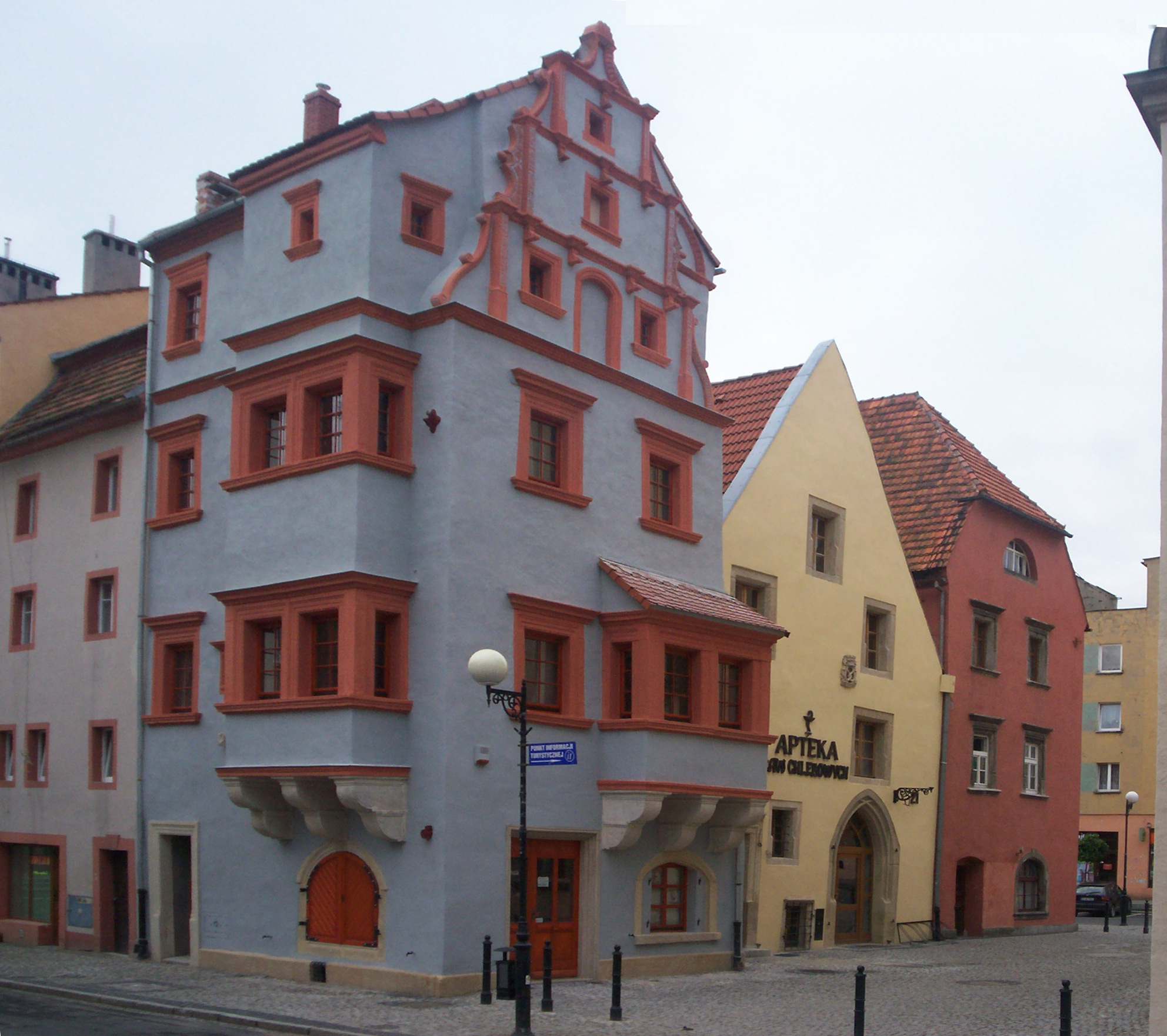
Lwówek Śląski − fachadas estreitas de prédios residenciais na Cidade Velha
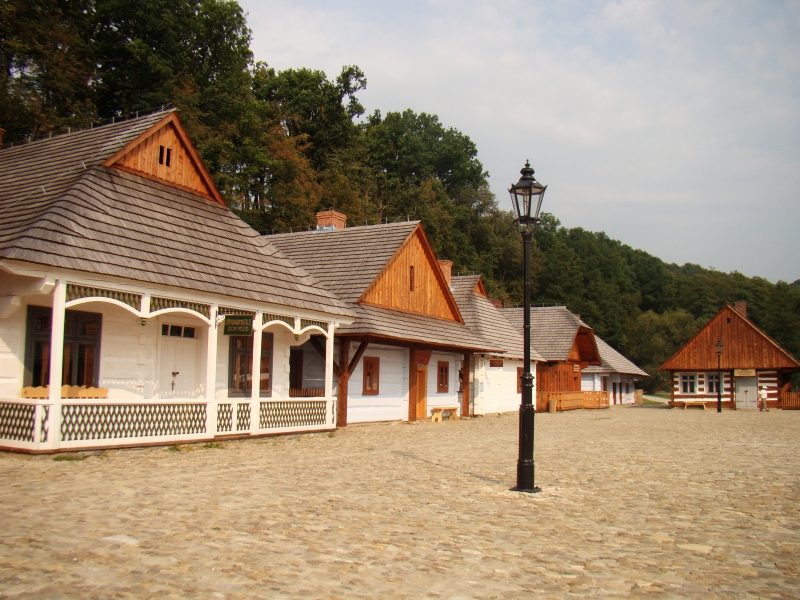
Frentes estreitas de casas de madeira (melhoradas) em enxaimel e casas de madeira com sua empena voltada para a praça na cidade reconstruída em Sanok
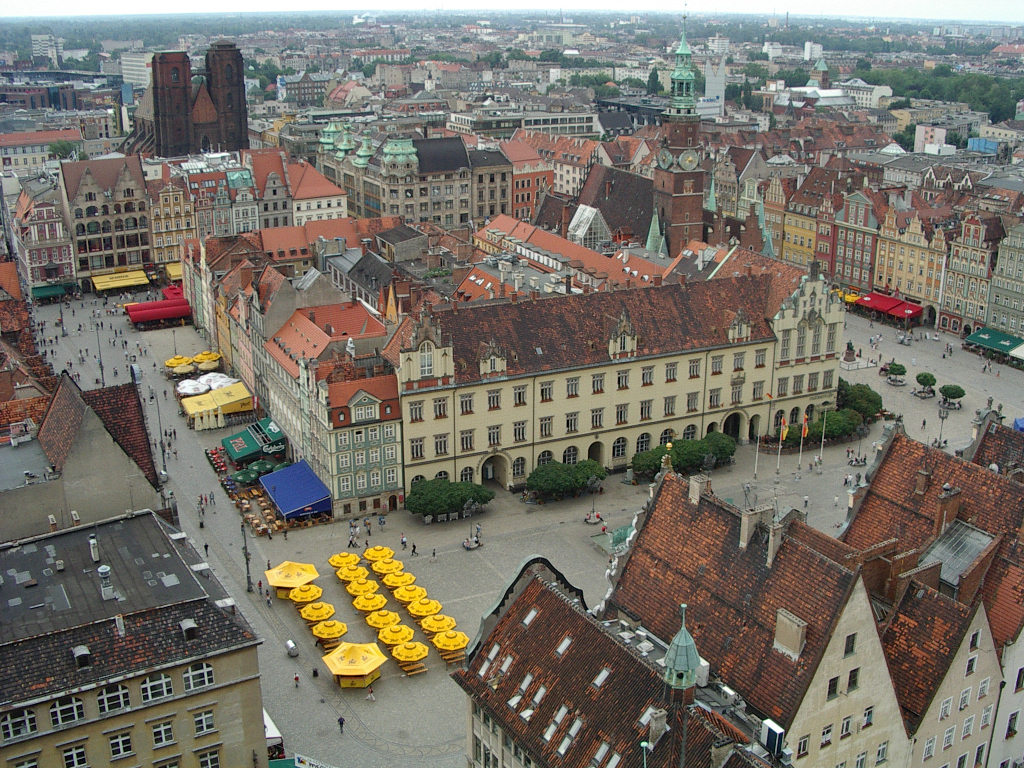
A Praça do Mercado em Breslávia − uma aplicação visível dos princípios da lei de Magdeburgo
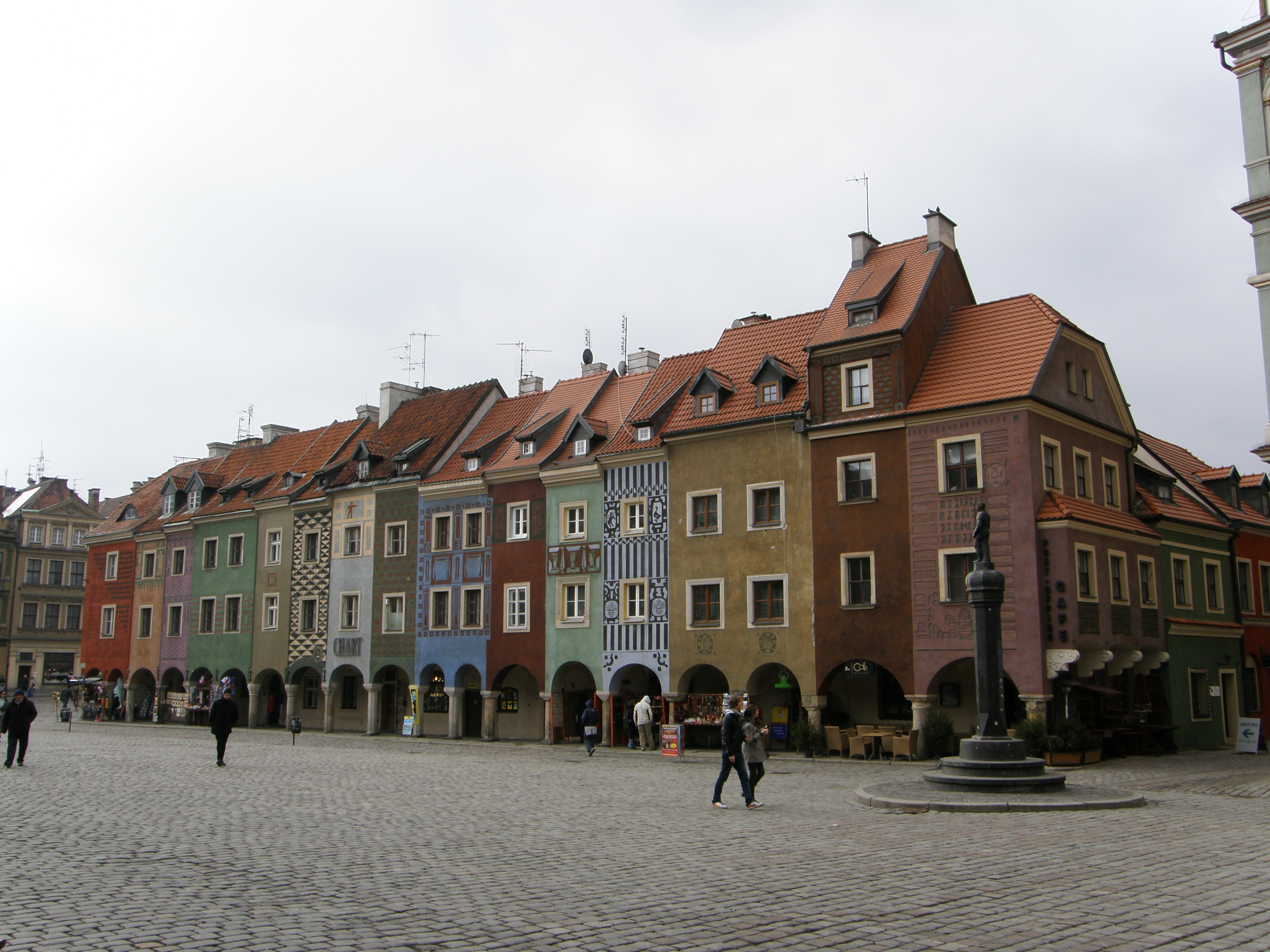
Praça do Mercado Velho em Poznań − frentes estreitas de prédios residenciais reconstruídos